# 프세볼로트 푸돕킨
프세볼로트 일라리오노비치 푸돕킨(러시아어: Все́волод Илларио́нович Пудо́вкин, 1893년 2월 16일 ~ 1953년 6월 30일)은 소련, 러시아의 영화 감독, 각본가, 배우이다. 소련의 무성 영화 시대를 대표하는 영화 감독 가운데 한 사람으로서 몽타주 이론을 형성하는데 큰 기여를 하였다.

## 생애
펜자 출신이며 4살 시절에 모스크바로 이주했다. 모스크바 대학교에서 물리학을 전공했고 대학교 졸업 이후에는 공장에서 화학자로 근무했다. 1919년에 국립 영화 전문 학교에 입학한 뒤부터 레프 쿨레쇼프 감독 밑에서 배우, 조감독으로 활동했고 1925년에는 단편 희극 《체스광》의 감독을 맡으면서 감독으로 데뷔하게 된다.
1926년 막심 고리키의 소설 《어머니》를 원작으로 한 영화 《어머니》의 감독을 맡았다. 이 영화는 탁월한 몽타주 수법에 맞춰 제작했다는 점에서 높은 평가를 받았다. 영화 감독 세르게이 예이젠시테인이 아마추어 배우를 섭외한 것과는 달리 그는 연기성을 중시하면서 프로 배우를 섭외했다. 1935년, 1950년에는 레닌 훈장, 1947년에는 스탈린상을 받았고 1948년에는 소련 인민예술가 칭호를 받았다.

## 작품 목록
| 연도 | 제목                       | 원제                           |
| ---- | -------------------------- | ------------------------------ |
| 1921 | 굶주림, 굶주림, 굶주림     | Голод... голод... голод...     |
| 1925 | 체스광                     | Шахматная горячка              |
| 1926 | 뇌 수리공                  | Механика головного мозга       |
| 1926 | 어머니                     | Мать                           |
| 1927 | 상트페테르부르크의 끝      | Конец Санкт-Петербурга         |
| 1928 | 아시아의 폭풍              | Потомок Чингиз-Хана            |
| 1929 | 산 송장                    | Живой труп                     |
| 1932 | 간단한 사건                | Простой случай                 |
| 1933 | 탈영병                     | Дезертир                       |
| 1938 | 승리                       | Победа                         |
| 1938 | 미닌과 포자르스키          | Минин и Пожарский              |
| 1941 | 수보로프                   | Суворов                        |
| 1942 | 살인자가 온다              | Убийцы выходят на дорогу       |
| 1943 | 조국의 이름에              | Во имя Родины                  |
| 1946 | 나히모프 장군              | Адмирал Нахимов                |
| 1948 | 3번의 만남                 | Три встречи                    |
| 1950 | 주콥스키                   | Жуковский                      |
| 1952 | 바실리 보르트니코프의 귀환 | Возвращение Василия Бортникова |